# Groupement de coopération sociale et médico-sociale
 (avril 2021).
Si vous disposez d'ouvrages ou d'articles de référence ou si vous connaissez des sites web de qualité traitant du thème abordé ici, merci de compléter l'article en donnant les références utiles à sa vérifiabilité et en les liant à la section « Notes et références ».
Le groupement de coopération sociale et médico-sociale (GCSMS) est un outil utilisé par la DGAS (direction générale de l’Action sociale) pour restructurer le secteur des ESSMS. Il permet de réduire le nombre d’intervenants et ainsi réduire les coûts de fonctionnement[réf. souhaitée].

## Historique
Inspiré du groupement de coopération sanitaire (GCS), il est effectif depuis la publication de la loi du 11 février 2005 pour l’égalité des droits et des chances des personnes handicapées, puis par décret, en date du 6 février 2006, qui fixe les modalités de sa mise en œuvre. 